# Балка Генеральська
Ба́лка Генера́льська (рос. Б. Генеральская) — балка (річка) в Україні у Первомайській міській та Олексіївській сільській громадах Лозівського району Харківської області. Права притока річки Береки (басейн Азовського моря).

## Опис
Довжина балки приблизно 3,95 км, найкоротша відстань між витоком і гирлом — 3,51 км, коефіцієнт звивистості річки — 1,13. Формується декількома безіменними балками та загатами.

## Розташування
Бере початок на північно-східній околиці міста Златопіль. Тече переважно на північний схід через село Олексіївку і впадає у річку Береку, праву притоку Сіверського Дінця.

## Цікаві факти
- У XIX столітті на балці існував вітряний млин[1], а у минулому столітті — декілька природних джерел[4].